# والتر شو
والتر شو (بالإنجليزية: Walter William Shaw)‏ هو سياسي بريطاني، ولد في 1868، وتوفي في 10 مايو 1927. حزبياً، نشط في حزب المحافظين. في الانتخابات العامة في المملكة المتحدة 1924 ‏، انتخب عضو برلمان المملكة المتحدة الـ34 عن دائرة ويستبوري (29 أكتوبر 1924 – 10 مايو 1927).